# Megaceryle maxima
El martín gigante africano (Megaceryle maxima) es una especie de ave coraciiforme de la familia Cerylidae propia del continente africano.

## Subespecies
Se conocen dos subespecies de Megaceryle maxima:
- Megaceryle maxima maxima - de Senegambia a Etiopía y Sudáfrica.
- Megaceryle maximus giganteus - pluviselva  desde Liberia hasta es oeste de Tanzania y norte de Angola.